# Гербольцгайм
Гербольцгайм (нім. Herbolzheim) — місто в Німеччині, знаходиться в землі Баден-Вюртемберг. Підпорядковується адміністративному округу Фрайбург. Входить до складу району Еммендінген.
Площа — 35,48 км2. Населення становить 11 146 ос. (станом на 31 грудня 2020).